# بیفرویک
بیفرویک (به هلندی: Beverwijk) یک منطقهٔ مسکونی در هلند است که در هلند شمالی واقع شده‌است. بیفرویک ۲ متر بالاتر از سطح دریا واقع شده‌است.

## خواهرخوانده
شهر نوی‌وید خواهرخواندهٔ بیفرویک هست.